# Fronteras de Suecia
Las fronteras de Suecia son los límites internacionales que el Reino de Suecia comparte con los estados soberanos vecinos. Suecia tiene fronteras terrestres con 2 países.

## Fronteras terrestres y marítimas
Suecia tiene fronteras terrestres y marítimas con:
- Noruega, frontera terrestre de 1619 km: véase frontera entre Noruega y Suecia
- Finlandia, frontera terrestre de 614 km: véase frontera entre Finlandia y Suecia

Las fronteras de los tres países se encuentran en el trífinio llamado Treriksröset (Unión de los Tres Reinos).

## Fronteras solo marítimas
Suecia solo tiene fronteras marítimas con:
- Alemania
- Dinamarca (puente de Øresund)[3]
- Estonia
- Letonia
- Lituania
- Polonia
- Rusia (óblast de Kaliningrado)